# Gergely András (jégkorongozó)
Gergely András, született Geiger András (1916. január 20. – 2008. ?) magyar válogatott jégkorongozó. Többszörös magyar bajnok. Az 1936-os téli olimpián és öt világbajnokságon képviselte Magyarországot. Ikertestvére, Gergely László szintén jégkorong játékos volt.